# Puntius meingangbii
Puntius meingangbii es una especie de peces de la familia de los Cyprinidae en el orden de los Cypriniformes.

## Morfología
Los machos pueden llegar alcanzar los

## Hábitat
Es un pez de agua dulce.

## Distribución geográfica
Se encuentra en Manipur (India ).